# Basílica de Santo Eugênio
Sant'Eugenio alle Belle Arti ou Basílica de Santo Eugênio, chamada geralmente apenas de Sant'Eugenio, é uma igreja titular e uma basílica menor dedicada ao papa Santo Eugênio II e localizada na Via delle Belle Arti, no quartiere Pinciano de Roma, Itália.
O cardeal-diácono protetor da diaconia de Santo Eugênio é Julián Herranz Casado.

## História
A igreja, em estilo que imita o barroco, foi construída pelo papa Pio XII em homenagem ao santo que era seu homônimo (o papa chamava-se Eugenio Pacelli) e foi custeada por doações recebidas durante a comemoração do 25º aniversário de seu pontificado em 1942. O altar foi consagrado em 1951.
Anexo à igreja está um seminário para jovens estudando para o sacerdócio. 
Entre os afrescos no interior, estão os afrescos "O Triunfo da Cruz", sobre o altar-mor (que inclui uma imagem de Pio XII), "Nossa Senhora de Fátima" e "São Pedro e São Paulo", ambos nas capelas.
Atualmente está sob os cuidados da Opus Dei.

## Galeria

Imagens da igreja
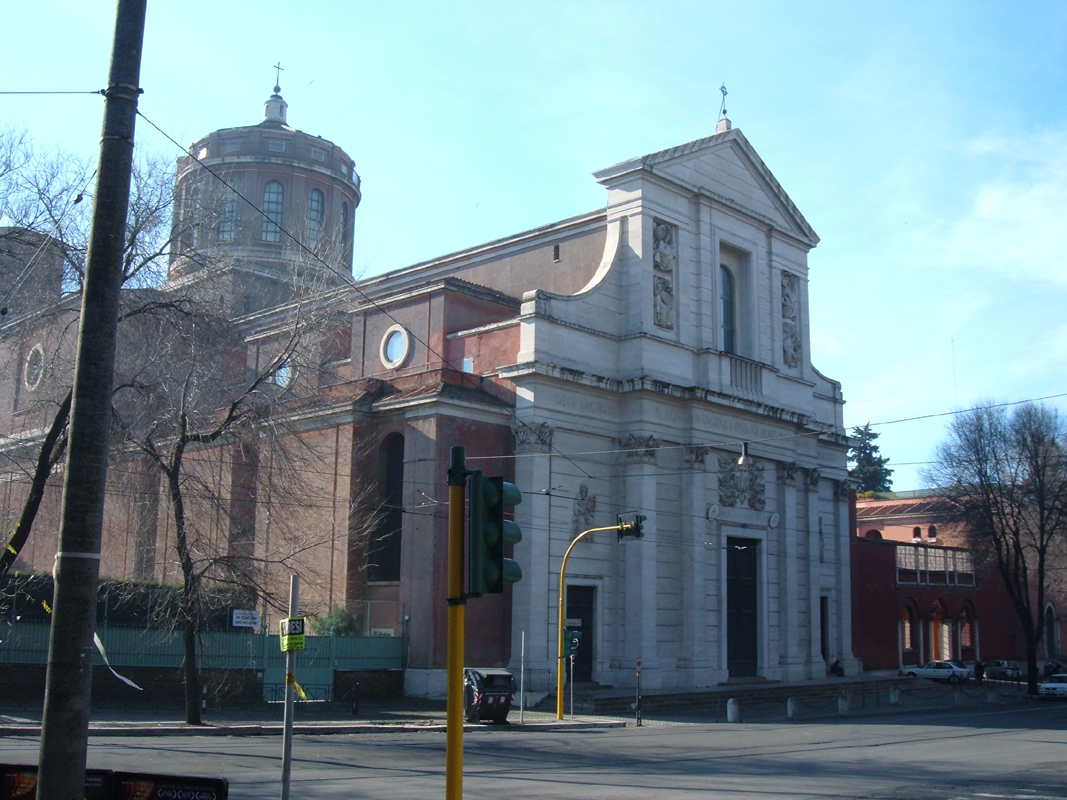
Vista da igreja
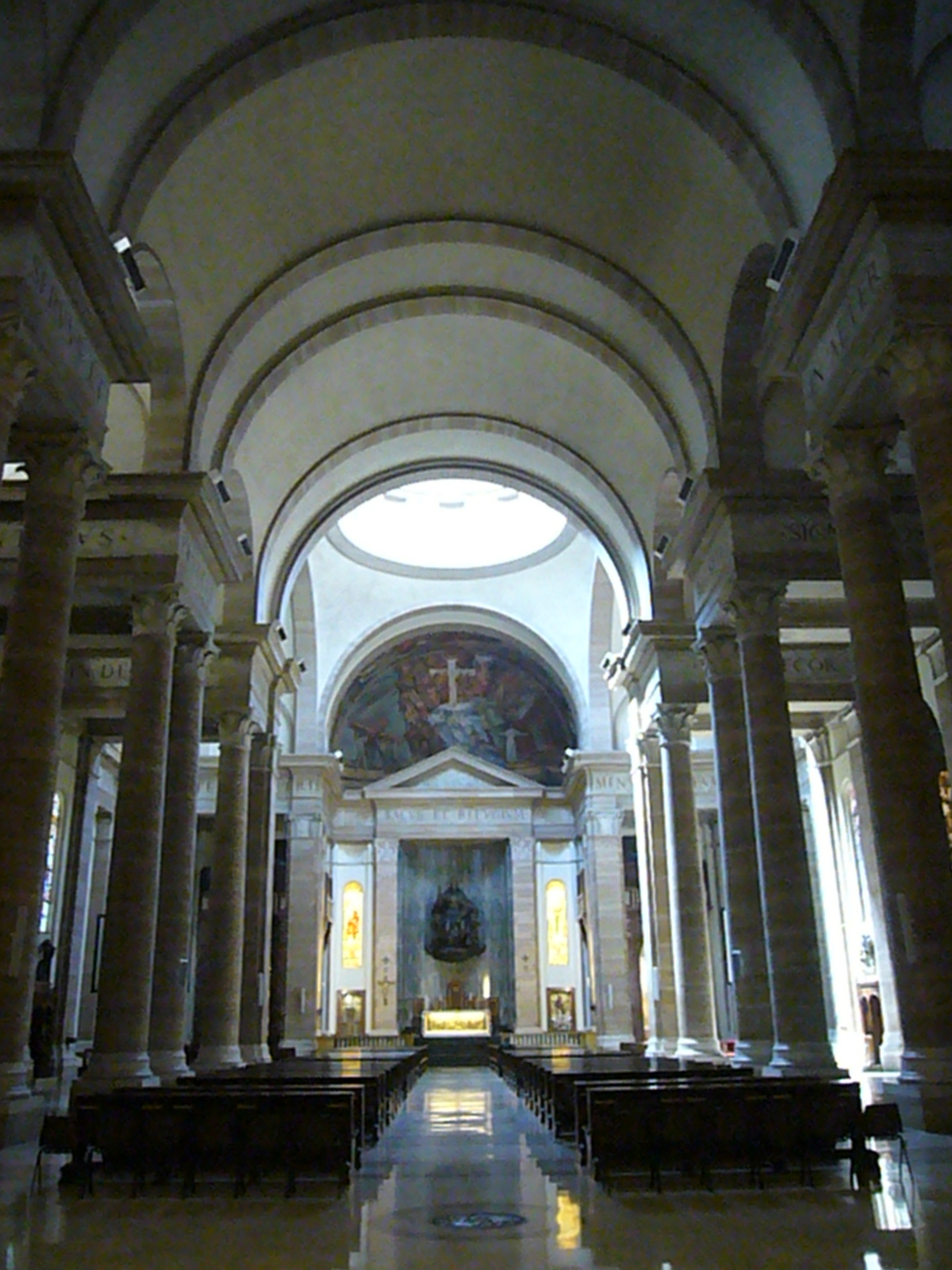
Interior
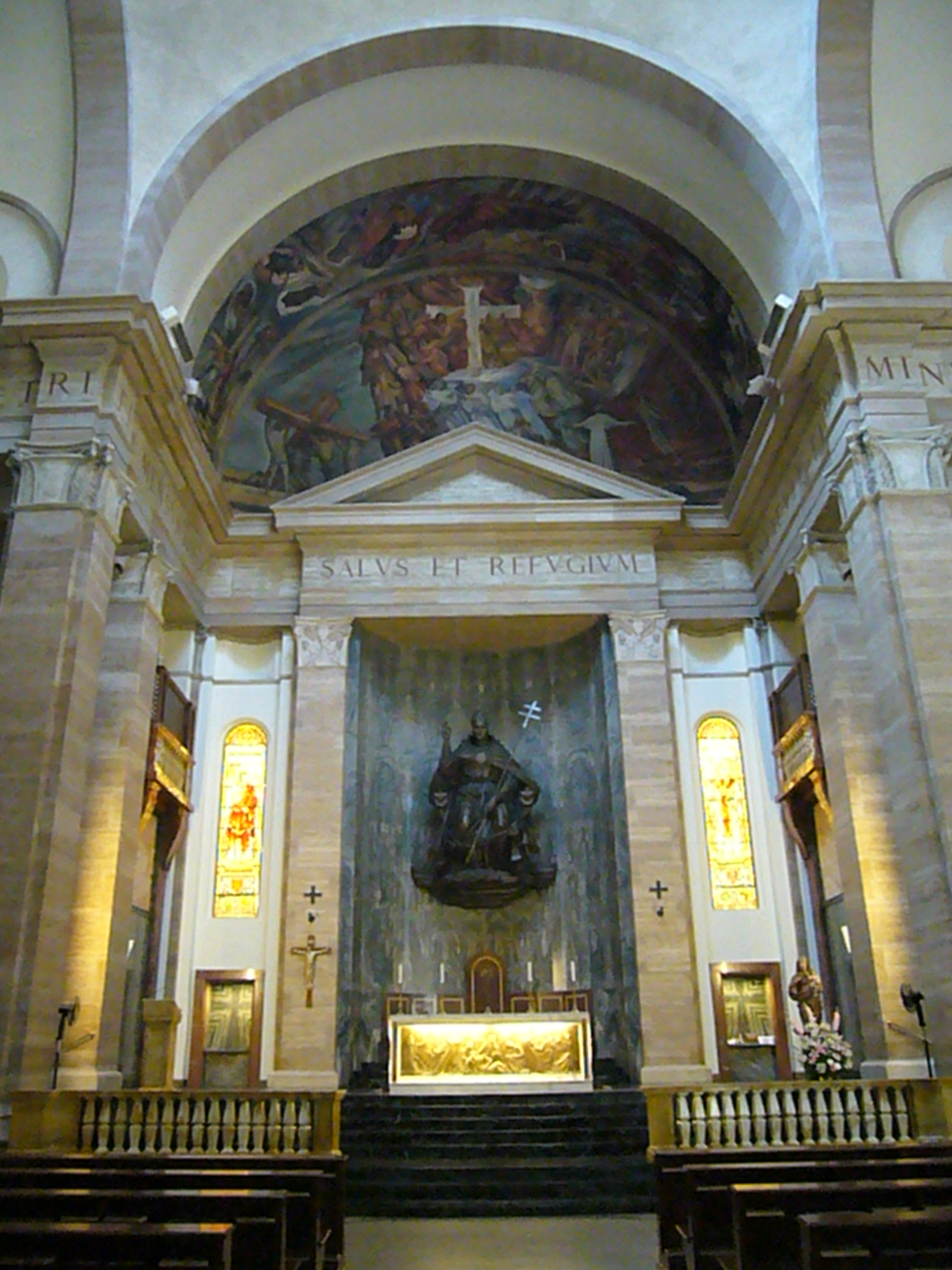
Altar-mor